# Акжал (Жарминський район)
Акжа́л (каз. Ақжал) — село у складі Жарминського району Абайської області Казахстану. Входить до складу Акжальського сільського округу.
Населення — 184 особи (2021; 475 у 2009, 867 у 1999, 1153 у 1989).
Станом на 1989 рік село мало статус селища міського типу.